# Attribut (Rollenspiel)
Ein Attribut ist ein Wert, der beschreibt, in welchem Ausmaß ein fiktionaler Charakter in einem Rollenspiel eine spezifische natürliche, angeborene Eigenschaft besitzt, die allen Charakteren im Spiel gemein ist. Dieser Wert wird üblicherweise durch eine abstrakte Zahl dargestellt. Einige Spiele verwenden unterschiedliche Begriffe, um sich auf ein Attribut zu beziehen, wie zum Beispiel
Charaktereigenschaft, (primäres) Merkmal oder Fähigkeit. Einige Rollenspiele wie Fate verwenden überhaupt keine Attribute.

## Verbreitete Attributnamen
Attribute werden häufig mit zwei Buchstaben abgekürzt (St, In, Ge usw.).
Stärke oder auch: Körper, Macht, Kraft, …
Ein Maß dafür, wie körperlich stark ein Charakter ist. Stärke kontrolliert oft das maximale Gewicht, das der Charakter tragen kann, den Nahkampfangriff und/oder Schaden und manchmal die Trefferpunkte. Rüstungen und Waffen können auch eine Stärkeanforderung haben.
Konstitution oder auch: Ausdauer, Standhaftigkeit, Vitalität, …
Ein Maß dafür, wie robust ein Charakter ist. Die Konstitution beeinflusst oft Trefferpunkte, Widerstände für spezielle Arten von Schaden (Gifte, Krankheit, Hitze usw.) und Müdigkeit.
Verteidigung oder auch: Resistenz, Abwehr, …
Ein Maß dafür, wie belastbar ein Charakter ist. Die Verteidigung verringert normalerweise den erlittenen Schaden um einen Prozentsatz oder einen festen Betrag pro Treffer. Gelegentlich mit der Konstitution verbunden.
Geschicklichkeit oder auch: Agilität, Reflexe, Schnelligkeit, …
Ein Maß dafür, wie beweglich ein Charakter ist. Geschicklichkeit kontrolliert die Angriffs- und Bewegungsgeschwindigkeit und -genauigkeit sowie das Ausweichmanöver vor der Attacke eines Gegners.
Intelligenz oder auch: Intellekt, Verstand, Wissen, …
Ein Maß für die Problemlösungsfähigkeit eines Charakters. Die Intelligenz kontrolliert oft die Fähigkeit eines Charakters Fremdsprachen zu lernen und seine Magiefähigkeiten. In einigen Fällen kontrolliert die Intelligenz, wie viele Fertigkeitspunkte der Charakter beim Aufstieg seines Levels erhält. In einigen Spielen kontrolliert sie die Geschwindigkeit, mit der Erfahrungspunkte erhalten werden, oder die Menge die für den Aufstieg eines Levels benötigt wird. Unter bestimmten Umständen kann die Intelligenz auch Kampfhandlungen zwischen Spielern und feindlichen Nicht-Spieler-Charakteren verhindern. Dies wird manchmal mit Weisheit und/oder Willenskraft kombiniert.
Charisma oder auch: Auftreten, Charme, Sozialität, …
Ein Maß für die sozialen Fähigkeiten eines Charakters und manchmal für sein Aussehen. Charisma beeinflusst im Allgemeinen die Preise während des Handels und der NSC-Reaktionen. Unter bestimmten Umständen kann diese Fähigkeit Kampfhandlungen zwischen Spielern und feindlichen NSCs verhindern.
Weisheit oder auch: Geist, Verstand, Psyche, Sinne, …
Ein Maß für den gesunden Menschenverstand und/oder die Spiritualität eines Charakters. Weisheit kontrolliert oft die Fähigkeit eines Charakters, bestimmte Zauber zu wirken, mit mystischen Wesen zu kommunizieren oder die Motive oder Gefühle anderer Charaktere zu erkennen.
Willenskraft oder auch: Vernunft, Persönlichkeit, Ego, Entschlossenheit, …
Ein Maß für den mentalen Widerstand des Charakters (gegen Schmerz, Furcht usw.), wenn er der bewusstseinsverändernden Magie, der Folter oder dem Wahnsinn zum Opfer fällt. Viele Spiele kombinieren Willenskraft und Weisheit.
Wahrnehmung oder auch: Wachsamkeit, Bewusstsein, Vorsicht, …
Ein Maß für die Offenheit eines Charakters gegenüber seiner Umgebung. Die Wahrnehmung steuert die Chance, wichtige Hinweise, Fallen oder versteckte Feinde zu entdecken und kann die Kampfsequenz oder die Genauigkeit von Distanzangriffen beeinflussen.
Glück oder auch: Schicksal, Chance, …
Ein Maß für das Glück eines Charakters. Glück kann alles beeinflussen, aber meistens zufällige Gegenstände, Begegnungen und herausragende Erfolge / Misserfolge (wie kritische Treffer).